# Susanne Hoss
Susanne Hoss (* 1968 in Ost-Berlin) ist eine deutsche Schauspielerin.
Susanne Hoss wuchs in Berlin auf. Sie studierte Schauspiel an der Theaterhochschule Hans Otto in Leipzig. Während ihres Studiums spielte sie die weibliche Hauptrolle in dem Kinofilm Vorspiel und stand im Rahmen der praktischen Ausbildung auf der Bühne des Staatsschauspiels Dresden, wobei sie ihr Bühnendebüt als Marie in Christoph Heins „Passage“ gab. Engagements am Theater Erfurt und am Saarländischen Staatstheater Saarbrücken folgten. Zu ihren klassischen Rollen in Saarbrücken gehörten die Mascha in Anton Tschechows Drei Schwestern, Kunigunde in Das Käthchen von Heilbronn von Heinrich von Kleist oder Portia in Der Kaufmann von Venedig von William Shakespeare. Für ihre Darstellung der Ginevra in Merlin oder Das wüste Land von Tankred Dorst erhielt sie den Darstellerpreis. Sie spielte auch Hauptrollen in Musicals wie Little Shop of Horrors, The Rocky Horror Show, Cyrano de Bergerac und City of Angels.

## Filmografie (Auswahl)
- 1987: Vorspiel, Regie: Peter Kahane, DEFA
- 1988: Unlimited Surprises, FESA / Freunde der italienischen Oper, Regie: Wolf Götz Richter / R.J.K.K. Hänsch
- 1997: Comedian Harmonists, Regie: Joseph Vilsmaier
- 1998: Highspeed, Regie: Stefan Bartmann
- 1999: Die Singlefalle, Regie: Michael Keusch
- 1999: The Waiting Time, Regie: Stuart Orme
- 1999: Alarm für Cobra 11 – Die schwarze Rose
- 2000: Der Puma, Regie: Axel de Roche, Actionregie: Donnie Yen
- 2001: Der Ermittler – Mord auf dem Golfplatz, Regie: Dirk Regel
- 2002: girl friends – Freundschaft mit Herz (5. Staffel)
- 2002: Lilly unter den Linden, Regie: Erwin Keusch
- 2002: Balko, Regie: Daniel Helfer
- 2003: girl friends – Freundschaft mit Herz (6. Staffel)
- 2004: Familie Dr. Kleist, Regie: Erwin Keusch
- 2004: Ein Fall für zwei, Regie: Michael Kreindl
- 2005: Tsunami, Regie: Winfried Oelsner
- 2006: Noch ein Wort und ich heirate dich!, Regie: Wilhelm Engelhardt
- 2007: R. I. S. – Die Sprache der Toten, Regie: Michael Kreindl
- 2007: Notruf Hafenkante – Fahrerflucht, Regie: Erwin Keusch
- 2007/2017: SOKO Wismar (Fernsehserie, 2 Folgen)
- 2007–2021: SOKO Leipzig (Fernsehserie, 4 Folgen)
- 2009: Die Rosenheim-Cops – Tod nach Dienstschluss
- 2009: Polizeiruf 110 – Blutiges Geld, Regie: Hans Werner
- 2010: Eichmanns Ende – Liebe, Verrat, Tod, Regie: Raymond Ley
- 2010: Der Kriminalist, Regie: Züli Aladag
- 2010: Der letzte Bulle (Fernsehserie) – Folge: Klassentreffen
- 2010: Der Staatsanwalt, Regie: Martin Kinkel
- 2010/2020: SOKO Stuttgart (Fernsehserie, 2 Folgen)
- 2013: Lotta & die frohe Zukunft, Regie: Gero Weinreuter
- 2016: In aller Freundschaft – Die jungen Ärzte (Fernsehserie, Folge Nochmal mit Gefühl)

## Theater (Auswahl)
- 1992: Woody Allen: A Midsummer Night’s Sex Comedy (Dulci) – Regie: Klaus Stephan (Theater Erfurt)
- 1994: Jean Baptiste Molière: Der Geizige (Mariane) – Regie: Klaus Stephan (Theater Erfurt)